# SV Mönchengladbach
Der SV Mönchengladbach (offiziell: Mönchengladbacher Sportverein 1910 e. V.) ist ein Sportverein aus dem Mönchengladbacher Stadtteil Lürrip. Die erste Fußballmannschaft spielte ein Jahr in der höchsten niederrheinischen Amateurliga.

## Geschichte
Der Verein wurde im Jahre 1910 als BV Lürrip gegründet. Drei Jahre später wurde daraus der TSV Lürrip. Die Fußballabteilung wurde 1924 im Rahmen der Reinlichen Scheidung als SV Lürrip eigenständig. Ab 1956 trägt der Verein seinen heutigen Namen. Sportlich gelang den Lürripern im Jahre 1922 der Aufstieg in die seinerzeit erstklassige Rheingauliga, die bis 1927 gehalten werden konnte. Nach dem Ende des Zweiten Weltkrieges spielten die Lürriper zunächst auf Kreisebene und schafften im Jahre 1948 den Aufstieg in die Bezirksklasse. 1956 gelang als Vizemeister hinter dem Lokalrivalen Germania Geistenbeck der Aufstieg in die Landesliga Niederrhein.
Als abgeschlagener Tabellenletzter ging es prompt zurück in die Bezirksklasse. Tiefpunkt der Saison war eine 0:12-Niederlage beim FC Solingen 95. 1960 ging es runter in die Kreisklasse. Wenige Jahre später erlebte der Verein einen rasanten Aufschwung. Drei Aufstiege in Folge brachten die Lürriper 1965 in die Verbandsliga Niederrhein, der seinerzeit höchsten Amateurliga am Niederrhein. Als Tabellenletzter musste die Mannschaft gleich wieder absteigen. Der direkte Wiederaufstieg wurde 1967 als Vizemeister hinter dem Hülser FC verpasst, bevor es 1974 runter in die Bezirksklasse und 1976 hinunter in die Kreisklasse ging.
In den folgenden Jahren wurden die Lürriper zu einer Fahrstuhlmannschaft. 1985 erreichte die Mannschaft nach zwei Aufstiegen in Folge erneut die Landesliga, bevor es wieder runter in die Kreisliga A ging. Von 2011 bis 2014 spielten die Lürriper noch einmal in der Landesliga, seit dem Abstieg im Jahre 2014 treten sie in der Bezirksliga an.

## Persönlichkeiten
- Johannes Dörfler
- Marcell Jansen
- Norbert Ringels